# Dialetto praghese
Il dialetto praghese (in praghese Praśtina /praʃːˌcɪna/, in ceco Pražština) è un dialetto della lingua ceca, che si usa in tutta Praga e in Boemia Centrale.

## Tratti grammaticali

### Aggettivi
Nel dialetto praghese vi sono tre generi:
- mužskej (maschile)
- ženckej (femminile)
- střední (neutro)

Negli aggettivi maschili viene cambiato ý con ej:
- dobrý → dobrej ("buono")
- mlýnský → mlejnckej ("di mulino")
- zlý → zlej ("cattivo")

In quelli neutri viene cambiato -é con -ý:
- dobré → dobrý ("buono")
- nové → nový ("nuovo")

### Avverbi
Nel dialetto praghese si avverbi normali formano:
- normál-ně → normál-nějc → nej-normál-nějc
- chlad-ně → chlad-nějc → nej-chlad-nějc

| positivo                 | comparativo                     | superlativo                             |
| ------------------------ | ------------------------------- | --------------------------------------- |
| dobře ("bene")           | líp ("meglio")                  | nejlíp ("benissimo")                    |
| špatně ("male")          | húř ("peggio")                  | nejhúř ("pessimamente")                 |
| hodně ("molto")          | víc ("più")                     | nejvíc ("moltissimo")                   |
| málo ("poco")            | míň ("meno")                    | nejmíň ("pochissimo")                   |
| vysoce ("grandemente")   | vejš ("maggiormente")           | nejvejš ("massimamente")                |
| normálně ("normalmente") | normálnějc ("normalmentissimo") | nejnormálnějc ("normalmentissimissimo") |

### Consonanti
|                        | Bibiali | Labio- dentali | Dentali | Alveolari | Post- alveolari | Retro- flesse | Palatali | Velari | Glottidali |
| Occlusive              | p b     |                | t d     | t d       | t d             |               | c ɟ      | k ɡ    |            |
| Nasali                 | m       | ɱ              | n       | n         | n               |               | ɲ        |        |            |
| Vibranti               |         |                | r       | r         | r               |               |          |        |            |
| Fricative              |         | f v            |         | s z       | ʃ ʒ             |               |          | x      | ħ          |
| Affricate              |         |                |         | ʦ         | ʧ               |               |          |        |            |
| Approssimanti          |         |                |         |           |                 |               | j        |        |            |
| Approssimanti laterali |         |                | l       | l         | l               |               | ʎ        |        |            |

### Aggiunta div-
Prima di ogni parola che inizia con la lettera O si aggiunge v-.
- oči → voči ("occhi")
- obrazovka → vobrazovka ("display")
- ostatní → vostatní ("altri")

### Pronuncia
La pronuncia delle vocali si differenzia da tutti i dialetti slesi e moravi, che utilizzano vocali chiuse. Nel praghese, invece, si sostituisce:
- /e/ → /ɛ/
- /o/ → /ɔ/
- /i/ → /ɪ/

#### La pronuncia delle vocali
| e | come in pésto   |
| ɛ | come in bène    |
| o | come in allóra  |
| ɔ | come in pòsso   |
| i | come in scivolo |
| ɪ | come in display |

#### La pronuncia delle consonanti
| c  | ʦ  | come "z" nelle parole "benedizione"                                  |
| č  | ʧ  | come "c" nelle sillabe ce, ci                                        |
| ć  | tʧ | come "cc" nelle sillabe cce, cci                                     |
| ď  | ɟ  | come "di" in parola dietro                                           |
| h  | ɦ  | aspirazione (come "h" in tedesco o in lingua inglese)                |
| ch | x  | aspirazione (come "ch" in lingua tedesca o "j" in lingua spagnola)   |
| j  | j  | come "i" nell'italiano "ieri" o nelle parole latine "iugum", "iaceo" |
| k  | k  | come "c" nell'italiano "casa"                                        |
| ň  | ɲ  | "gn"                                                                 |
| ř  | ɽ  | "r" con i denti chiusi                                               |
| š  | ʃ  | "sci", "sce" in italiano, "sch" in tedesco                           |
| ś  | ʃʃ | "ssci", "ssce" in italiano                                           |
| ť  | c  | come "tie" nell'italiano                                             |
| z  | z  | come "s" duro in parola svegliare                                    |
| ž  | ʒ  | come "x" in ligure                                                   |
| ź  | ʒʒ | come "xx" in ligure                                                  |

### Verbi
Nei alcuni verbi si cambiano in prima persona í → i:
- rozumím → rozumim ("capisco")
- vím → vim ("so")
- střílím → střílim ("sparo")

Elenco dei verbi cambiati: balim ("impacco"), cejtim ("sento un tocco"), fotim ("fotografo"), holim ("rado"), hostim ("ospito"), házim ("butto"), mluvim ("parlo"), nabíjim ("carico"), pařim ("gioco"), přicházim ("vengo"), plachtim ("veleggio"), platim ("pago"), rozumim ("capisco"), slišim ("sento un suono"), střílim ("sparo"), vim ("so"), vidim ("vedo"), vlastnim ("tengo")

#### Le coniugazioni dei verbi essere ed avere
Bejt ("Essere")
| Italiano  | Praghese          |
| --------- | ----------------- |
| io sono   | (já) sem          |
| tu sei    | (ty) si, seš      |
| egli è    | (on, ona, ono) je |
| noi siamo | (my) sme          |
| voi siete | (vy) ste          |
| essi sono | (oni) sou         |

Mít ("Avere")
| Italiano    | Praghese          |
| ----------- | ----------------- |
| io ho       | (já) mám          |
| tu hai      | (ty) máš          |
| egli ha     | (on, ona, ono) má |
| noi abbiamo | (my) máme         |
| voi avete   | (vy) máte         |
| essi hanno  | (oni) maj         |

## Esempi

### Oće Náš("Padre Nostro")
Oće Náš, jenč seš na nebesích

Posvěť si tvoje méno

Přiť tvoje království

Buť tvoje vúle

Jako v nebi tak i na zemi

Chleba náš zdejší dej nám neska

A vodpusť nám naše viny

Jako i my vodpouštíme našim viníkúm

A neuveť nás f'pokušení

Ale zbaf'nás vodd'zlýho

Protože tvoje království je moc i sláva na věky.

### Parole in praghese
- gdo ("chi")
- oće ("padre!")
- pařit ("giocare")
- šichni ("tutti")
- štyri ("quattro")
- tadyten ("questo")
- xicht ("viso")